# Paloma Faith
Paloma Faith Blomfield (Londra, 21 luglio 1981) è una cantante e attrice britannica.

## Biografia
Paloma Faith è nata il 21 luglio 1981 a Stoke Newington, quartiere situato nel borgo londinese di Hackney, da padre spagnolo e madre inglese. I suoi genitori divorziarono quattro anni più tardi e da allora venne accudita dalla madre a Stoke Newington.
Dopo aver completato il programma A-Level presso il City and Islington College, si specializza in danza contemporanea alla Northern School of Contemporary Dance di Leeds. Frequenta anche il Central Saint Martins College of Art and Design a Londra e, per finanziare gli studi, lavora come cantante da cabaret, modella e commessa per l'azienda Agent Provocateur.
Il 22 agosto 2016 annuncia di aspettare una figlia dal fidanzato Leyman Lahcine, data alla luce il successivo 5 dicembre tramite taglio cesareo d'urgenza.

## Carriera

### Inizio carriera (2007-2008)
Nel 2007 incontra Joanna Charrington della Epic Records e viene messa sotto contratto dall'etichetta ai tempi guidata da Nick Raphael.
Paloma Faith inizia allora a scrivere brani e come primo lavoro per la Epic duetta con Josh Weller nel brano It's Christmas (And I Hate You). Rifiuta in seguito di entrare nel coro di supporto a Amy Winehouse, artista alla quale è stata paragonata ad inizio carriera. Paloma Faith possiede una voce da mezzosoprano, accostata anche a quella della connazionale Adele.

### Primo album e successo immediato (2008-2010)
Nel giugno del 2009 pubblica il suo primo singolo solista, Stone Cold Sober, arrivato alla diciassettesima posizione della classifica dei singoli britannica e penetrato all'interno delle graduatorie di Australia, Nuova Zelanda, Svizzera, Paesi Bassi e Germania, il cui videoclip di accompagnamento è stato diretto da Sophie Muller. Il secondo singolo ufficiale, New York, viene messo in commercio nel settembre 2009 e ottiene lo stesso importante successo del precedente in diversi Paesi anche del Nord Europa. Il 28 settembre 2009 è stato pubblicato anche il suo primo album in studio, Do You Want the Truth or Something Beautiful?, prodotto da nomi quali Greg Kurstin e Ed Harcourt e contenente undici brani. L'album è stato certificato doppio disco di platino nel Regno Unito avendo superato nel suddetto Paese la soglia delle 600 000 copie vendute. Il brano eponimo è stato estratto come terzo singolo nel dicembre seguente, seguito da Upside Down, e Smoke & Mirrors, diffusi entrambi nel 2010.
Riguardo alla sua attività di attrice, nel 2007 appare nel film St. Trinian's e in un episodio della serie televisiva poliziesca HolbyBlue, mentre nel 2008 ha partecipato in un ruolo secondario alla pellicola Parnassus - L'uomo che voleva ingannare il diavolo diretta da Terry Gilliam.
A fine 2009 collabora con il gruppo musicale dei Basement Jaxx per il brano What's a Girl Gotta Do e con il rapper DOOM per il progetto Born Like This. Sempre nel 2009 recita nel film horror di successo Dread.
Nel novembre dello stesso anno ha annunciato il suo primo tour come artista principale, il Do You Want the Truth or Something Beautiful Tour, partito il 17 marzo 2010 da Glasgow e conclusosi il 10 dicembre a Londra.  Il The Times lo ha descritto come «pieno di artifici teatrali, ma basato solidamente sulla sensazionale voce di Paloma Faith, che canta con una personalità che brilla come un diamante grezzo». Già nel periodo luglio 2009-marzo 2010 aveva tenuto una serie di concerti partecipando anche a diversi festival musicali con tappe in Francia, Germania, Polonia, Australia, Svizzera, Paesi Bassi e Regno Unito e realizzato diverse apparizioni televisive fra cui Never Mind the Buzzcocks, Friday Night with Jonathan Ross e Later... with Jools Holland.
Insieme a Adam Deacon e Bashy ha registrato la colonna sonora del film 4.3.2.1.; il brano Keep Moving, in particolare, è stato pubblicato il 28 maggio 2010. Nell'agosto seguente ha pubblicato una nuova versione di New York con la collaborazione del rapper Ghostface Killah e, poco dopo, il suo primo EP riguardante l'esibizione dal vivo all'iTunes Festival dello stesso anno.

### Fall to Grace(2011-2013)
Nel gennaio 2011 ha ricevuto la candidatura come artista solista femminile britannica nell'ambito dei BRIT Awards 2011.
Nel corso della serata di premiazione si è esibita cantando Forget You con Cee Lo Green. Ha poi collaborato con Plan B ed Elton John alla riedizione del brano Hard Times pubblicata nel maggio 2011 per un progetto di beneficenza.
Nel febbraio 2012 ha rivelato il titolo e la data di pubblicazione del suo secondo album. Fall to Grace è uscito il 28 maggio 2012 per la RCA Records. Il progetto è stato registrato interamente a Londra, ha raggiunto la seconda posizione della classifica degli album britannica ed è stato anticipato dal singolo Picking Up the Pieces.
Contestualmente ha firmato un contratto discografico per il mercato statunitense con la Epic Records, dopo essere stata contattata da L.A. Reid. Nell'aprile 2012, inoltre, è uno dei quattro mentori del talent show musicale The Voice UK.
Nell'agosto 2012 è stato presentato il secondo singolo tratto da Fall to Grace: vale a dire 30 Minute Love Affair. Nel settembre seguente ha realizzato una cover del brano Never Tear Us Apart degli INXS per una pubblicità della catena commerciale John Lewis. Alla fine del 2012 Fall to Grace è stato certificato disco di platino nel Regno Unito dalla British Phonographic Industry e viene pubblicato come quarto singolo Just Be.
Paloma Faith ha ricevuto due candidature ai BRIT Awards 2013 nelle categorie artista solista femminile britannica e miglior album britannico.

### A Perfect Contradiction(2013-2015)

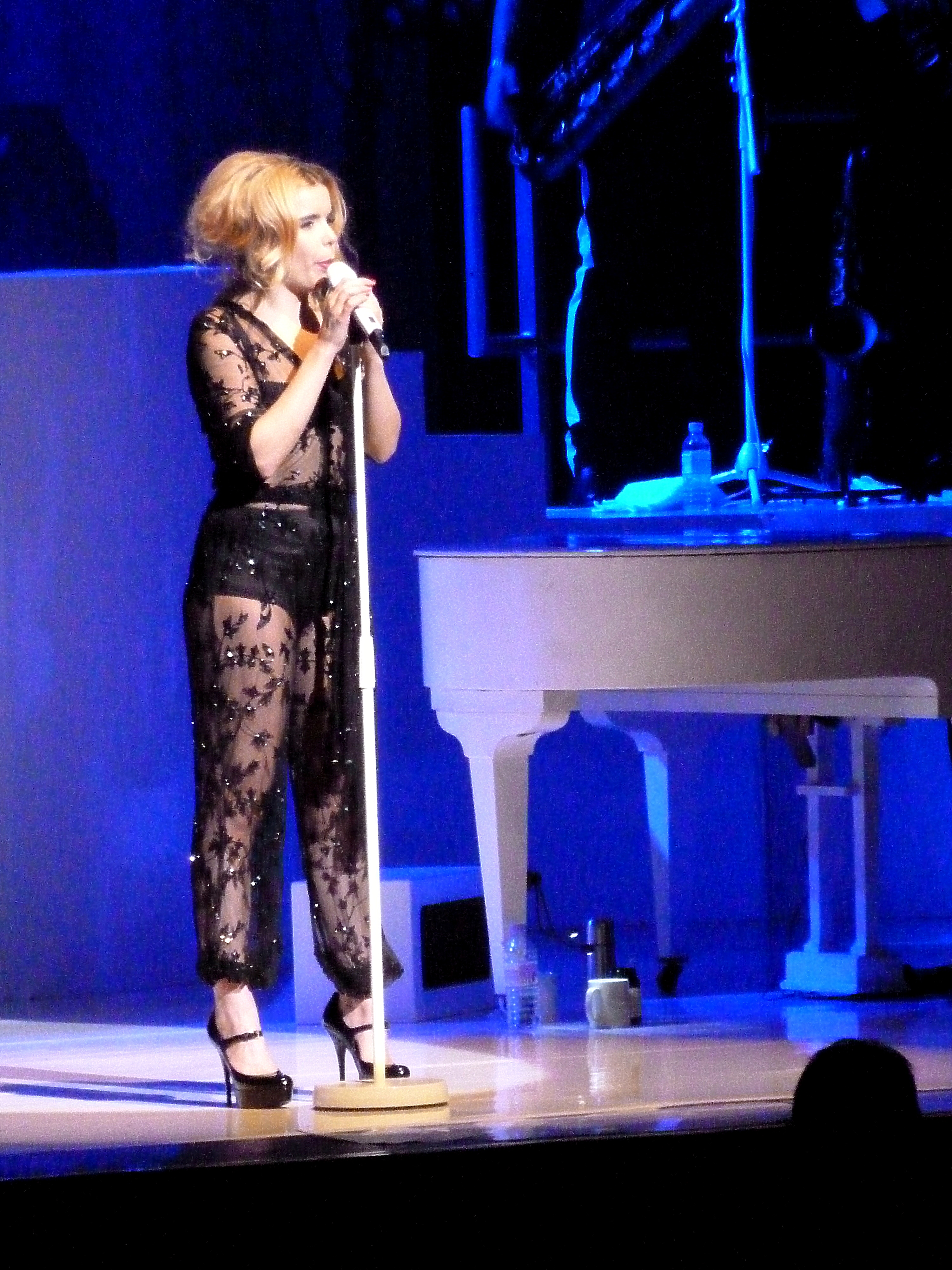
Paloma Faith in concerto a Liverpool nel 2014

Nel gennaio 2013 inizia a lavorare negli Stati Uniti al nuovo album in studio. Esattamente un anno dopo, nel gennaio 2014, vengono rivelati il titolo e la data di pubblicazione del progetto; A Perfect Contradiction viene messo in commercio il 10 marzo 2014 dalle etichette discografiche RCA e Epic Records. In breve tempo diventa il disco più venduto dell'artista, collocandosi al secondo posto della graduatoria britannica degli album e venendo certificato doppio disco di platino.
Il singolo di debutto, Can't Rely on You, prodotto da Pharrell Williams, ha ottenuto successo in tutta Europa, ma il suo successore Only Love Can Hurt like This, il cui testo è stato scritto da Diane Warren, consacra l'artista in tutto il mondo. Difatti, il brano si aggiudica il primo posto della classifica australiana e il terzo di quella neozelandese. Tale è stato il successo del singolo in Australia da permettere all'album di appartenenza di raggiungere il quarto posto delle classifiche e di ottenere la certificazione di disco d'oro.
Collabora con il duo britannico dei Sigma nel brano Changing, pubblicato nel settembre 2014 e capace di collocarsi al vertice della classifica dei singoli britannica, regalando così all'artista la sua prima numero uno nel Paese. Nel novembre seguente viene pubblicata A Perfect Contradiction: Outsiders' Edition, una riedizione del disco originale contenente quattro brani aggiuntivi.
Nell'ambito dei BRIT Awards 2015 è stata premiata nella categoria di artista solista femminile britannica. Durante la cerimonia di premiazione, ha eseguito dal vivo il brano Only Love Can Hurt like This, ricevendo ampi consensi da parte della critica.

### The Architect, Infinite Things(2016-presente)
Nel 2016 diventa uno dei giudici della quinta edizione del talent show britannico The Voice UK e come artisti della sua categoria seleziona per i live show Jordan Gray, Heather Cameron-Hayes e Beth Morris, che però abbandona la trasmissione. Gli altri due concorrenti vengono invece eliminati durante le semifinali. Nel giugno dello stesso annuncia attraverso il proprio profilo Facebook di trovarsi al lavoro per un nuovo album con un'orchestra composta da David Arnold.
Il 31 agosto 2017 pubblica il singolo Crybaby, primo estratto dal quarto album di inediti The Architect, la cui uscita è avvenuta il 17 novembre seguente. A una settimana dalla sua pubblicazione, The Architect diventa il primo album in assoluto della cantante a collocarsi al primo posto della classifica degli album britannica. Nei mesi successivi incide una cover del brano Make Your Own Kind of Music, utilizzato per uno spot pubblicitario del marchio automobilistico Škoda, e pubblica una riedizione dell'album contenente 6 nuovi brani. Nel 2018 Faith incide delle cover dei brani natalizi Baby, It's Cold Outside e Silent Night.
Nel 2019 pubblica i singoli I've Gotta Be Me e Moving Too Fast, quest'ultimo in collaborazione con DJ Spoony, mentre nel 2020 prende parte come coach al programma televisivo The Voice Kids. Sempre nel 2020 l'artista pubblica diversi singoli per poi annunciare l'album Infinite Things, pubblicato il 13 novembre.

## Discografia

### Album in studio
- 2009 – Do You Want the Truth or Something Beautiful?
- 2012 – Fall to Grace
- 2014 – A Perfect Contradiction
- 2017 – The Architect
- 2020 – Infinite Things
- 2024 – The Glorification of Sadness

## Tournée
- 2010 – Do You Want the Truth or Something Beautiful Tour
- 2012/13 – Fall to Grace Tour
- 2014 – Paloma Faith Autumn Tour 2014
- 2018 – The Architect Tour 2018

## Filmografia

### Cinema
- St. Trinian's, regia di Oliver Parker e Barnaby Thompson (2007)
- Parnassus - L'uomo che voleva ingannare il diavolo (The Imaginarium of Doctor Parnassus), regia di Terry Gilliam (2009)
- Dread, regia di Anthony DiBlasi (2009)
- A Nice Touch, regia di Richard Jones (2012) – cortometraggio
- Youth - La giovinezza (Youth), regia di Paolo Sorrentino (2015)

### Televisione
- Mayo – serie TV, episodio 1x06 (2006)
- HolbyBlue – serie TV, episodio 1x07 (2007)
- Dogface – serie TV, episodio 1x04 (2007)
- Coming Up – serie TV, episodio 8x10 (2010)
- Blandings – serie TV, episodio 1x04 (2013)
- Pennyworth – serie TV, 24 episodi (2019-2022)
- Le relazioni pericolose (Dangerous Liaisons) – serie TV, 3 episodi (2022)